# Franz Grigutsch
Franz Grigutsch war ein deutscher Fußballspieler und -trainer.

## Sportlicher Werdegang
Grigutsch begann mit dem Fußballspielen beim TB 12 Eickel, 1931 wechselte er zu Germania Bochum. Mit den Bochumer Germanen wurde Grigutsch 1931/32 Staffelmeister und wurde in der Endrunde um die Ruhrbezirksmeisterschaft, gegen den FC Schalke 04 und Schwarz-Weiß Essen in beiden Spielen eingesetzt. 1936 wechselte Grigutsch in die Gauliga Niederrhein zu Schwarz-Weiß Essen. 1937 zog er weiter in die Gauliga Mittelrhein zum Bonner FV. 1938 wechselte er zu Alemannia Aachen. Auch hier blieb der Stürmer nur eine Spielzeit, in der er für das Tabellenschlusslicht in sechs Spielen der Gauliga Mittelrhein ein Tor erzielte, ehe er zum SV Wiesbaden weiterzog.
Im Zweiten Weltkrieg spielte Grigutsch als Soldat der Wehrmacht in der Gauliga Generalgouvernement im besetzten Polen zunächst für den LSV Okecie, die Mannschaft der Garnison der deutschen Luftwaffe am Warschauer Flughafen Okęcie, bevor er zum Luftwaffensportverein Mölders Krakau wechselte, mit dem er unter Trainer Otto Faist als Meister der Gauliga Generalgouvernement in der Endrunde der großdeutschen Meisterschaft 1943/44 antrat. Bei der 1:4-Niederlage in der 1. Runde gegen den VfB Königsberg spielte er unter anderem an der Seite des vormaligen österreichischen und deutschen Internationalen Johann Urbanek.
Nach dem Krieg kehrte Grigutsch nach Hessen zurück, wo er für Eintracht Frankfurt spielte. Beim ersten Pflichtspiel nach dem Zweiten Weltkrieg, dem Auftaktspiel zur Oberliga Süd in der Spielzeit 1945/46 am 4. November 1945 gegen den Karlsruher FC Phönix erzielte er den 2:2-Schlussstand für die erst knapp zwei Wochen zuvor wieder offiziell gegründete SGE. Er blieb jedoch nicht lange beim hessischen Klub, für den er in vier Oberligaspielen zwei Treffer erzielte, und wechselte zurück ins Ruhrgebiet. Für SuS 13 Recklinghausen spielte er in der Bezirksklasse und nach erfolgreichem Aufstieg in der drittklassigen Landesliga Westfalen. 1948 wechselte er für mindestens eine Spielzeit zum Offenburger FV. Im Januar 1949 wurde Grigutsch außerdem Trainer des Offenburger FV, bevor er seine Fußballlaufbahn beendete.